# Gail Kane
Gail Kane, nome alla nascita Abigail Kane (Filadelfia, 10 luglio 1885 – Augusta, 17 febbraio 1966), è stata un'attrice statunitense.
Attrice di teatro, passò negli anni dieci a lavorare anche per il cinema dove la sua carriera si interruppe nel 1927.

## Filmografia
- Arizona, regia di Augustus Thomas (1913)
- The Great Diamond Robbery, regia di Edward A. Morange (1914)
- The Jungle, regia di George Irving, John H. Pratt e Augustus E. Thomas (1914)
- Dan, regia di George Irving, John H. Pratt (1914)
- The Pit, regia di Maurice Tourneur (1914)
- Her Great Match, regia di René Plaissetty (1915)
- Via Wireless, regia di George Fitzmaurice (1915)
- The Labyrinth, regia di E. Mason Hopper (1915)
- Paying the Price, regia di Frank H. Crane (1916)
- The Velvet Paw, regia di Maurice Tourneur (1916)
- The Scarlet Oath, regia di Frank Powell, Travers Vale (1916)
- The Heart of a Hero, regia di Émile Chautard (1916)
- The Men She Married, regia di Travers Vale (1916)
- On Dangerous Ground, regia di Robert Thornby (1917)
- The Red Woman (1917)
- As Man Made Her, regia di George Archainbaud (1917)
- Whose Wife?
- Edged Tools, regia di Rollin S. Sturgeon (1917)
- The False Friend, regia di Harry Davenport (1917)
- The Upper Crust, regia di Rollin Sturgeon (1917)
- Souls in Pawn, regia di Henry King (1917)
- The Bride's Silence, regia di Henry King (1917)
- Southern Pride, regia di Henry King (1917)
- A Game of Wits, regia di Henry King (1917)
- When Men Betray
- Love's Law, regia di Francis J. Grandon (1918)
- The Daredevil, regia di Francis J. Grandon (1918)
- Someone Must Pay, regia di Ivan Abramson (1918)
- Romeo's Dad, regia di George Terwilliger - cortometraggio (1919)
- Empty Arms, regia di Frank Reicher (1920)
- Idle Hands
- Wise Husbands, regia di Frank Reicher (1921)
- La suora bianca (The White Sister), regia di Henry King (1923)
- Convoy, regia di Joseph C. Boyle e, non accreditato, Lothar Mendes (1927)